# Romanija

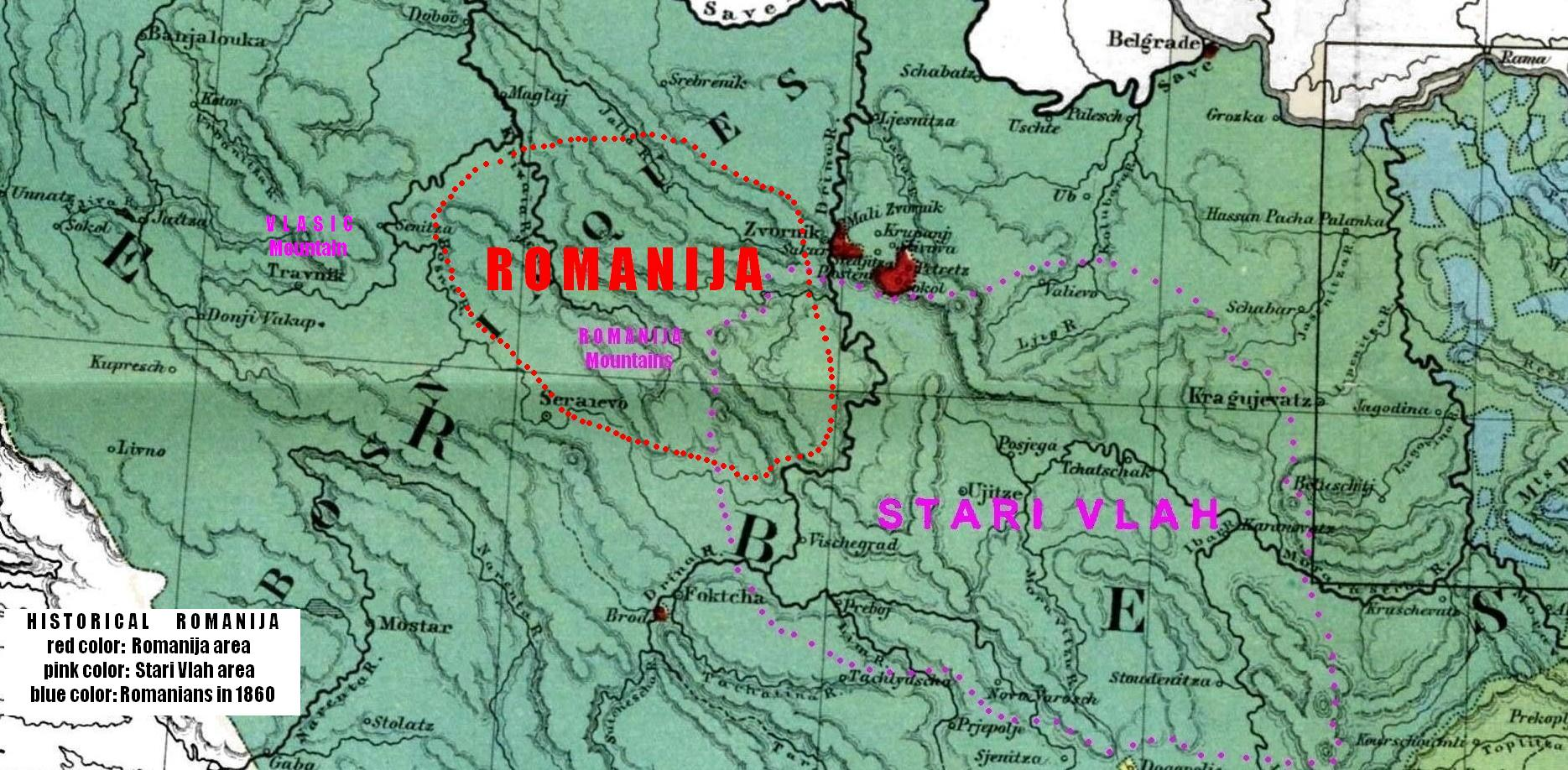
Mappa della Romanija storica in Bosnia, quando raggiungeva il fiume Drina

La Romanija è una regione della Bosnia, situata a nord-est di Sarajevo.

## Caratteristiche
Attualmente in Bosnia resta una piccola regione storico-geografica, la Romanija, come unica importante testimonianza della presenza neolatina dei Valacchi (detti "Vlasi" dai bosniaco) nell'area.

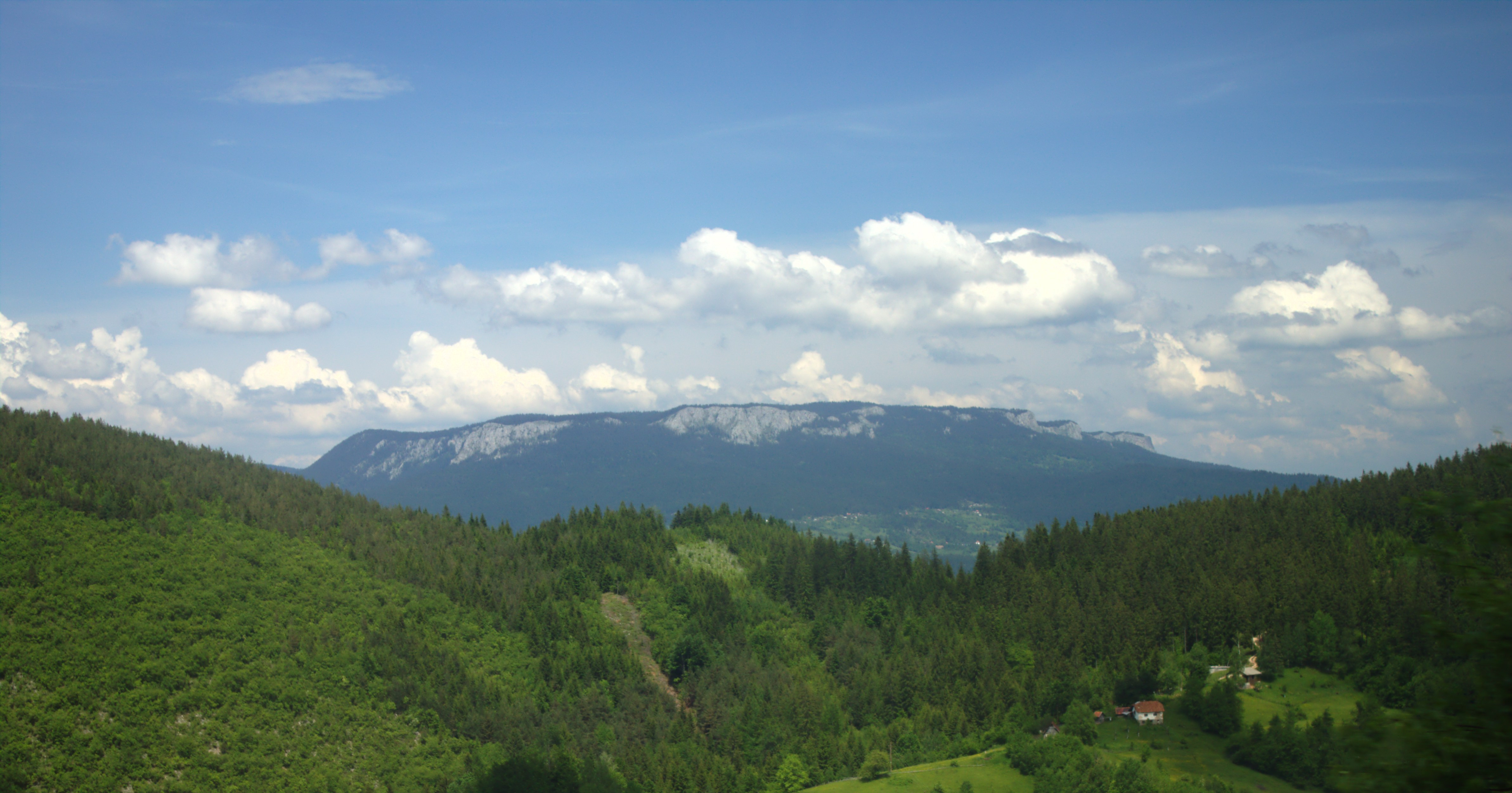
Panoramica della Romanija, con i "monti Romanija" sullo sfondo

Infatti questa regione bosniaca prende il suo nome fin dal Medioevo dal fatto che era prevalentemente abitata dalle popolazioni neolatine, sopravvissute in quest'area montagnosa alle invasioni barbariche dell'ottavo secolo. 
Bisogna anche precisare che negli ultimi anni del Novecento la sua superficie risultava dimezzata rispetto ai primi dell'Ottocento, quando raggiungeva la Drina; e che per l'accademico Marko Vego la Romanija agli inizi del Rinascimento era molto maggiore, raggiungendo l'area di Banja Luka (dove attualmente vi si trova il cosiddetto "Monte Vlasic", o monte dei Vlasi).
Questa regione montagnosa di circa 2000 km² a nord di Sarajevo ancora oggi produce latticini tipici dei "Vlasi".. Del resto alcune usanze, come la musica tipica, caratterizzano la Romanija e la sua radice valacca: infatti sono famose le sue canzoni ispirate ai pastori aromuni.
Inoltre alla fine della guerra di Bosnia nel 1996 è stata costituita amministrativamente la Regione della Sarajevo-Romanija, che è una delle 7 regioni della Repubblica Serba e che è situata nell'est della Bosnia. La città di Vlasenica, una delle maggiori della regione, era uno dei principali centri dei "Vlasi" (dai quali prende il nome).

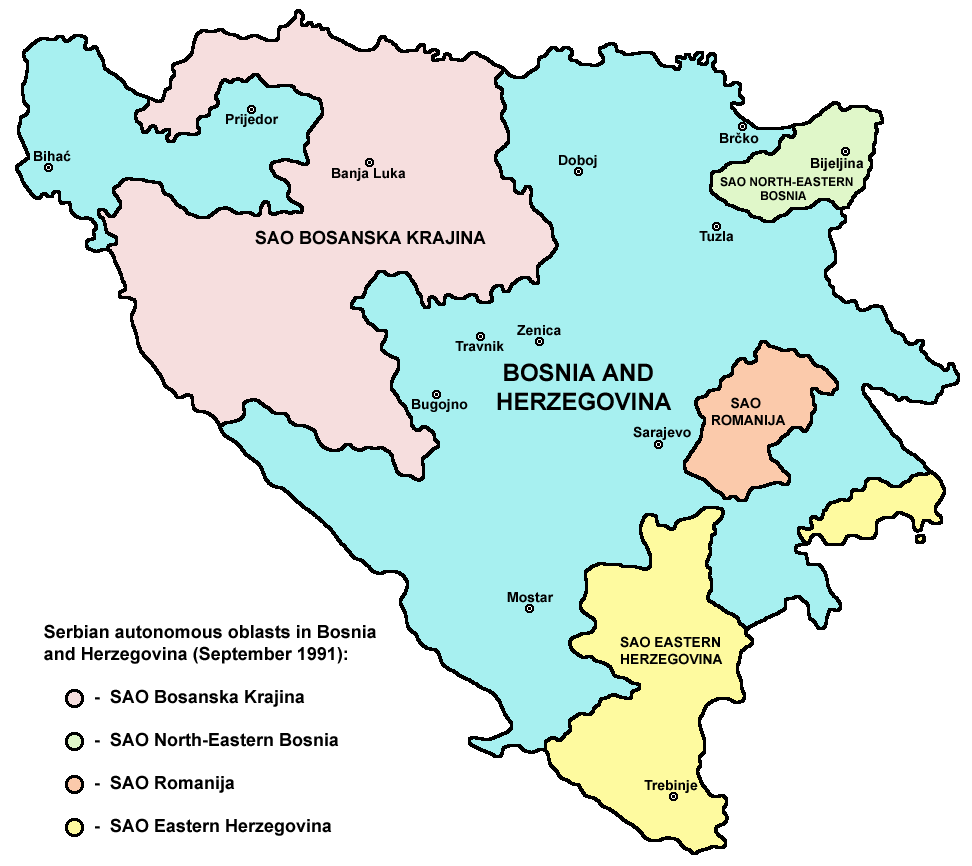
Sao Romanija (1991-1992)

### Sao Romanija
Va anche ricordato che nel 1991-1992 esistette la cosiddetta Sao Romanija ("Srpska autonomna oblast Romanija"), una regione autonoma creata dai Serbi che faceva parte della loro repubblica serbo-bosniaca durante la citata guerra.
Dal novembre 1991 questa regione fu ingrandita con l'aggiunta dell'area serba di Birac (situata intorno a Vlasenica) e posta sotto la presidenza di Drago Blagojevic, fino a che nel 1992 fu inglobata nella repubblica serba attualmente esistente in Bosnia.

### Patrimonio
Le pietre tombali monumentali risalenti al Medioevo (stecci) che si trovano sparse in Bosnia ed Erzegovina e in alcune zone delle odierne Croazia, Montenegro e Serbia furono sollevati dai Valacchi (Vlasi in Serbo).

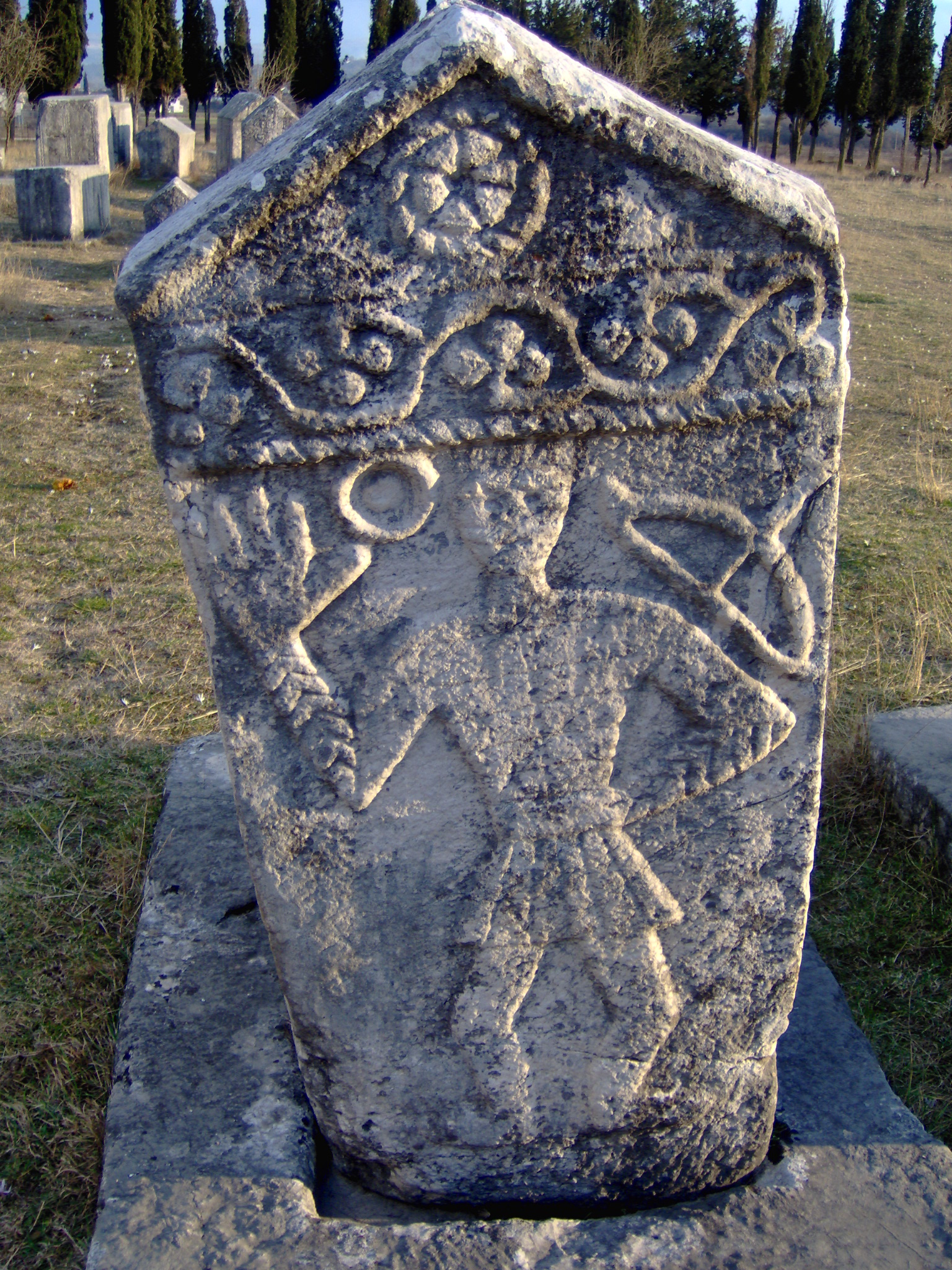
Pietra tombale (stecci) a Radimlja. C'è un uomo con una gonna, probabilmente un Arumeno